# Ecoclube
Os chamados Ecoclubes constituem um movimento internacional de jovens que promovem a participação cidadã na promoção da qualidade de vida das populações e preservação ambiental.
Os Ecoclubes são organizações da sociedade civil, democráticas, constituídas basicamente por crianças e jovens que articulam ações com outras instituições da comunidade para melhorar a qualidade de vida da população. Com campanhas de sensibilização articuladas com outras instituições e utilizando estratégias participativas, buscam envolver aos seus vizinhos na implementação de propostas que se caracterizam por sua sustentabilidade e que podem ser avaliadas praticamente.
Os integrantes dos Ecoclubes são voluntários que se reúnem periodicamente para definir as atividades que realizarão, discutir problemas e possíveis soluções, promovendo integração com a comunidade.

## Histórico
No mundo aconteceram movimentos auto gerenciáveis por grupos de jovens assumindo a responsabilidade de cuidar do meio ambiente. Este movimento teve origem na Argentina, em 1992 e chegou ao Brasil em 1999, na cidade de Toledo. Atualmente a Organização Estadual de Ecoclubes do Paraná é a instância organizativa que responde pelo movimento no Brasil e conta com nove grupos oficializados no Estado, e mais dois grupos em Minas Gerais e Espírito Santo. Ao nível internacional, 17 países compõem a Rede Internacional de Ecoclubes, sendo 16 deles situados na América Latina, 1 em Espanha e 10 em Portugal.
A partir dos contatos com os ecoclubes existentes na Argentina, em novembro de 1999 começam os preparativos para a criação do primeiro EcoClub Brasileiro, o "Ecoclube Cidadão Ambiental".
Em março de 2002, foi realizada em Toledo, a 1º Escola Estadual de Ecoclubes com a participação de representantes de todos os grupos oficializados. O principal objetivo do movimento é construir um espaço de socialização de experiências que nos converta no motor do presente, para conseguir mudanças de atitudes da população em relação ao meio que a rodeia.